# Austurvöllur
L'Austurvöllur, odonyme islandais signifiant littéralement en français « la place de l'Est », est la principale place d'Islande, située dans le centre de Reykjavik, entre le port au nord et le Tjörnin au sud.
De forme carrée, elle est composée d'un square entouré de quatre rues — Kirkjustræti, Pósthússtræti, Vallarstræti et Thorvaldsensstræti. Elle est bordée de l'Alþingishúsið où siège l'Althing, le parlement islandais, de la Dómkirkjan, la cathédrale luthérienne de la ville, d'hôtels, de restaurants et de cafés. Au centre de la place s'élève une statue de Jón Sigurðsson, artisan de l'indépendance du pays au XIXe siècle, et dans son angle sud-ouest se trouve Svarta keilan, monument en hommage à la révolution des casseroles de 2008-2009 qui se tient sur la place.
Lieu de promenade des habitants et touristes, la place est également le lieu central des contestations sociales et politiques dans le pays avec notamment la célébration du millénaire de l'Althing en 1930, les grèves des Islandaises de 1975 et de 2023 ainsi que la révolution islandaise de 2008 et 2009.

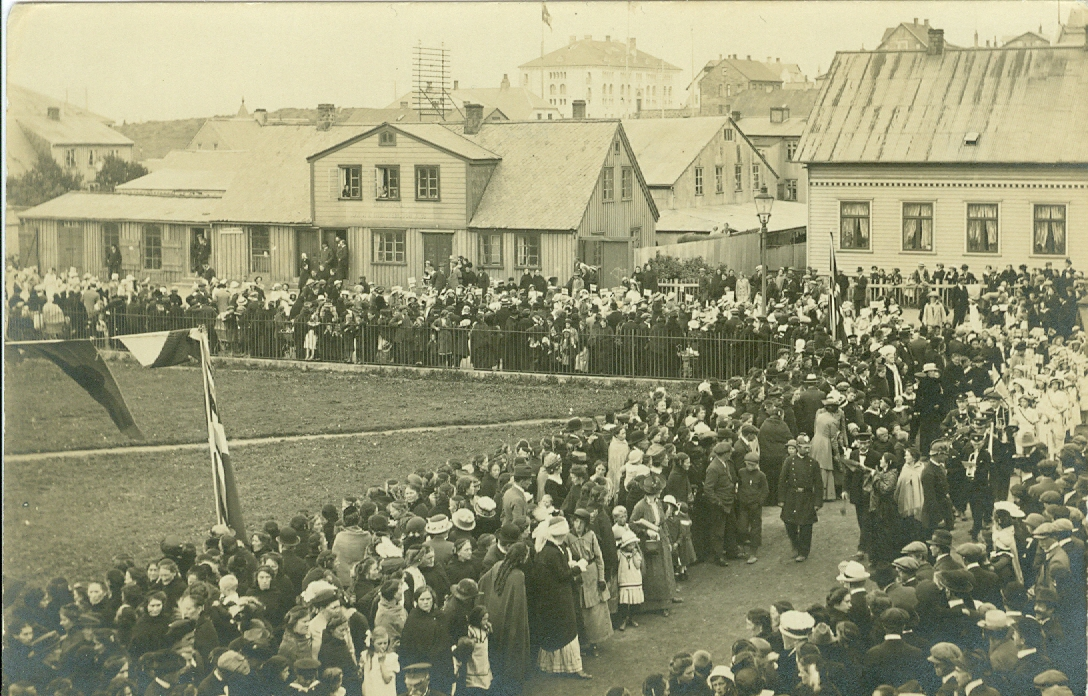
Rassemblement sur la place le 7 juillet 1915 en célébration de l'obtention du droit de vote des femmes.

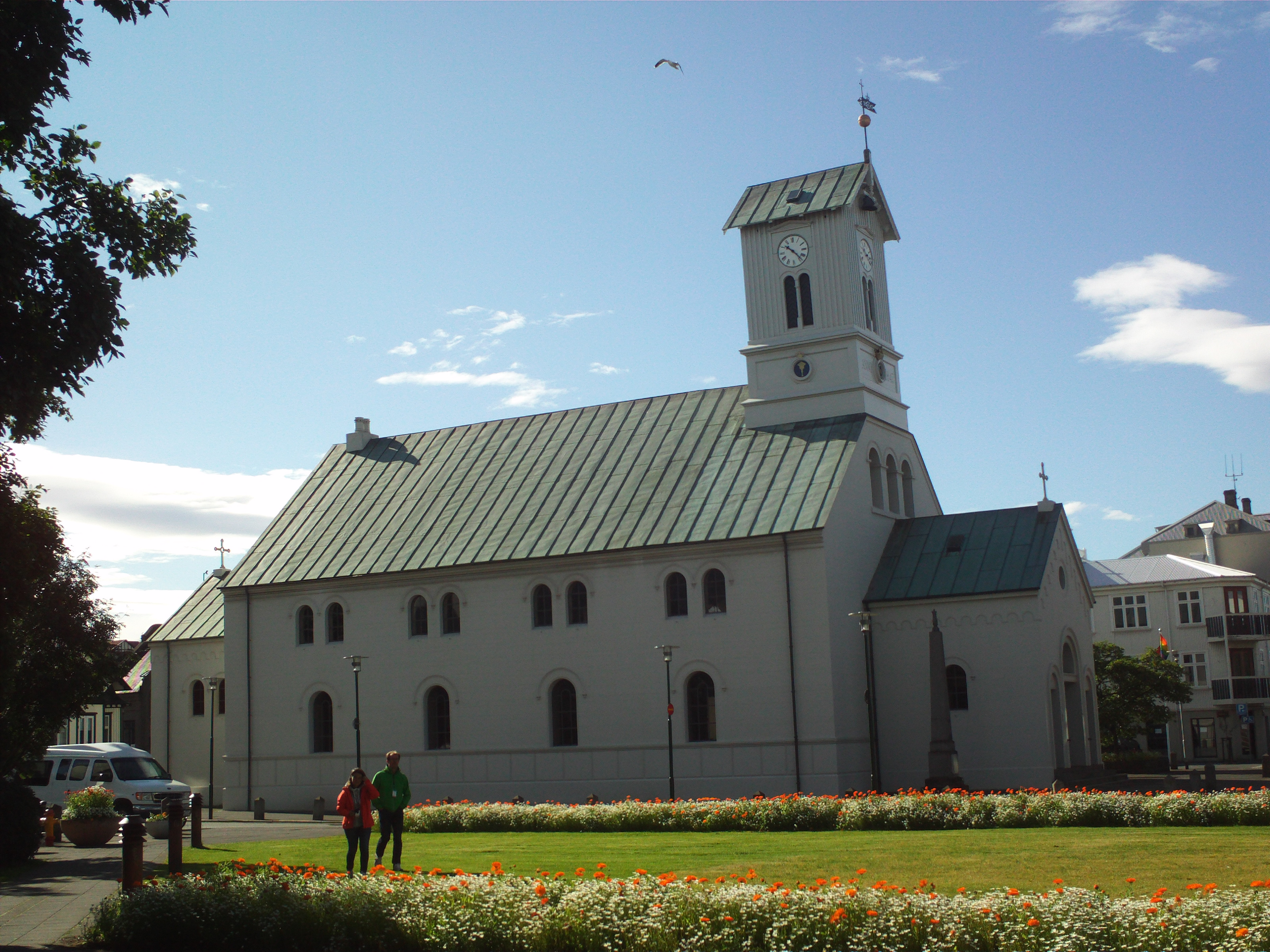
La Dómkirkjan vue depuis la place.

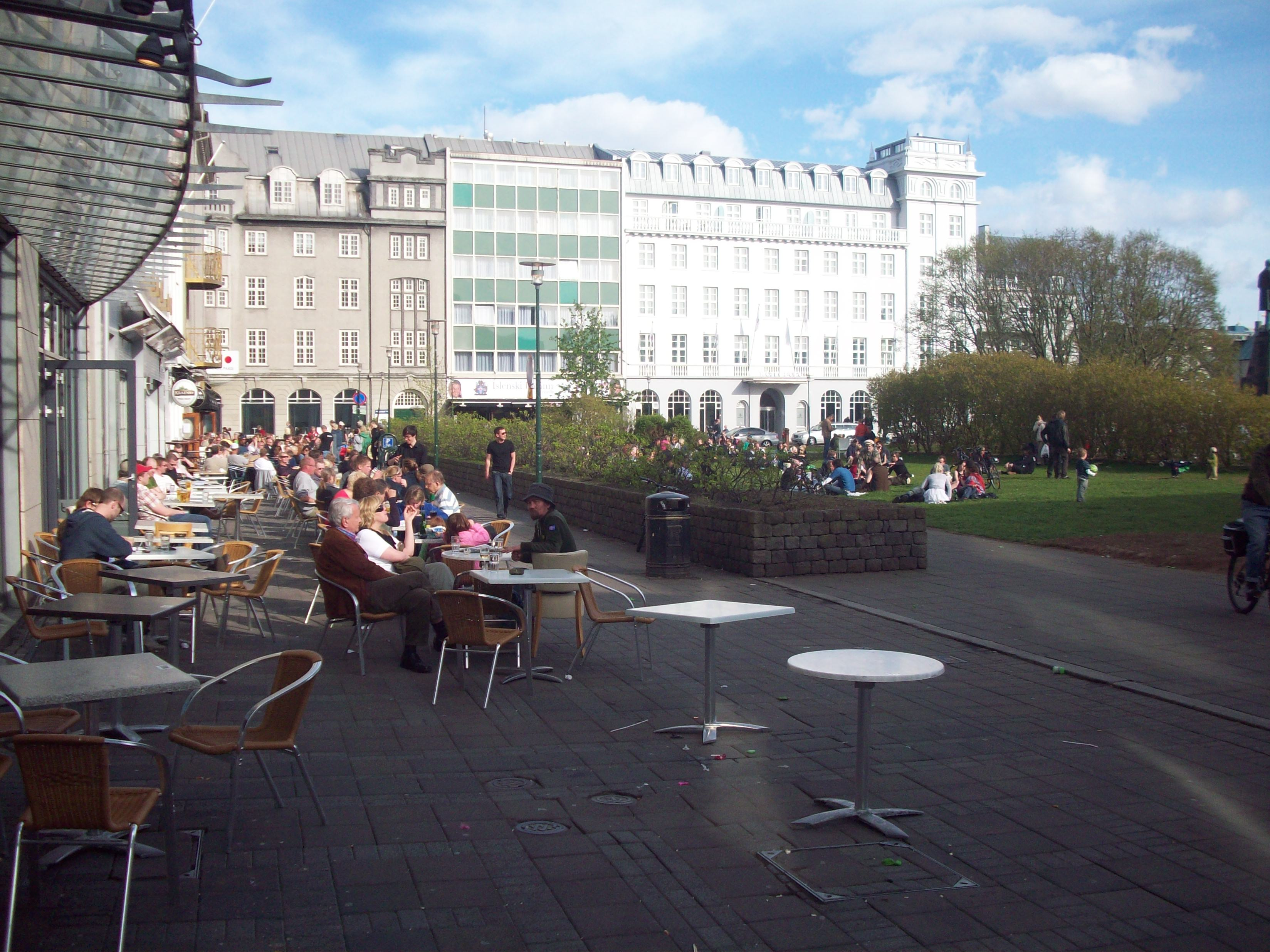
Clients à la terrasse des cafés sur le côté nord de la place.